# 马哈茂德·法尔希奇扬
马哈茂德·法尔希奇扬（波斯語：محمود فرشچیان，Mahmud Faršciyân；1930年1月24日—2025年8月9日），伊朗伊斯法罕人，伊朗画家，以细密画见长。

## 生平
法尔希奇扬的父亲是位地毯商，也是艺术爱好者。法尔希奇扬早年便对艺术产生兴趣，并在哈吉·米尔扎-阿加·埃米姆（Haji Mirza-Agha Emami）和伊萨·巴哈多里（Isa Bahadori）的教导下学习多年。在从伊斯法罕高中毕业获得美术文凭后，法尔希奇扬赴欧洲，在那里学习了西方绘画大师的作品。因此，他开创了具有吸引力的创新艺术风格。
返回伊朗后，他开始在国家美术学院（后来成为艺术和文化部）工作，并被任命为德黑兰大学美术学院国家艺术系主任和教授。一直以来，他的作品的影响力都超出了国界。他已在伊朗、欧洲、美洲和亚洲的许多国家举办过个人画展或参加过集体画展。他的作品被世界各地的许多博物馆收藏。已被各类艺术机构和文化中心授予十余项奖项。他在文艺高级委员会获得了伊朗绘画和伊斯兰艺术博士头衔（艺术一级）。

## 作品
法尔希奇扬的作品在绘画主题和手法上均有创新，他把诗歌的灵感体现在画中，并且使用交错变换的线条和轮廓。他用猫绒、鸟翩做成的毛笔表现复杂细腻的内容，很少用直线，使人物和其他生命都充满动感。形式上不讲几何规则，自然流畅，又带有朦胧感。
联合国教科文组织总干事费德里科·马约尔称赞法尔希奇扬是“一位属于全人类的画家”。